# Stuart Lodge
Stuart Francis Lodge (* 24. August 1988 in Canmore) ist ein kanadischer Biathlet.
Stuart Lodge ist Student der Kommunikationswissenschaften und lebt in Canmore. Er begann im Alter von drei Jahren mit dem Skilaufen, mit 12 Jahren widmete er sich erstmals Biathlon, nachdem er eine Anzeige in einer Zeitung gelesen hatte, mit der Biathleten für die Alberta Winter Games gesucht wurden. Er startet für Canmore Nordic/Banff Ski Runners und wird von Matthias Ahrens trainiert. Seinen ersten internationalen Einsatz hatte Lodge 2007 im Rahmen der Junioren-Weltmeisterschaften in Martell. Bestes Resultat wurde ein 30. Platz im Sprint. Bei seiner Heim-WM 2009 in Canmore konnte Lodge weniger gute Resultate erreichen, bestes Ergebnis wurde ein 55. Platz im Sprint.
Bei den Herren startet Lodge seit 2007. Schon im ersten Jahr hatte er bei den kanadischen Meisterschaften in Charlo seinen Durchbruch, als er zunächst Bronze im Einzel gewann, anschließend Silber im Sprint und zum Abschluss den Titel im Verfolgungsrennen.